# الدوري الشمالي لكرة القدم 1949–50
الدوري الشمالي لكرة القدم 1949–50 (بالإنجليزية: 1949–50 Northern Football League)‏ هو موسم من الدوري الشمالي لكرة القدم ‏. فاز فيه بيشوب أوكلاند ‏.